# プロ野球再編問題 (1949年)
1949年のプロ野球再編問題（プロやきゅうさいへんもんだい）とは、日本のプロ野球組織「日本野球連盟」（以下「連盟」。現在の社会人野球の統括団体とは関係ない）の球団数拡大を巡って既存球団が対立し、セントラル・太平洋の2リーグ分裂に至った1949年の終わりから1950年の始めにかけての一連の動きを指す。

## 背景・当時のプロ野球
第二次世界大戦が終わった1945年9月の時点で、プロ野球は直ちに活動を再開し、同1945年11月23日に明治神宮野球場で東西対抗戦が行われたのを皮切りに桐生新川球場で1試合・西宮球場で2試合が行われた。神宮での第1戦と西宮での第4戦には5000人を超える観衆が集まった。1946年からは8球団で本格的なシーズンが再開され、プロ野球は占領政策の後押しも有り急激に成長を遂げる。
戦前まで、野球は「学生の趣味」であるとの考えが一般的であり、プロ野球選手とは「子供の趣味を大人になっても続け生計の手段としてしまう人々」として、一般の社会人と比べて侮蔑される存在であった。
しかし、GHQが「敗戦下の日本国民に娯楽を与える」という3S政策の下で、例えば、それまでは明治天皇を祀った明治神宮外苑の一角にあるがため特に神聖視されていた明治神宮野球場にて、上記のように蔑視されていたプロ野球の興行での使用を早々に許可したなど状況は一変する。
1947年のニックネーム導入、1948年のフランチャイズ制仮執行と、アメリカ合衆国・メジャーリーグベースボールに倣った活動も行われた。間接的にも紙が不足していたため占領軍当局からの用紙割り当ての制限を受けていた新聞各社が刊行許可を得て用紙の割り当てを増やすためにスポーツ新聞が相次いで創刊され、戦前はほとんどなかったラジオ中継も、GHQの民間情報教育局から放送の空き時間をなくすように指示されたNHKが空き時間を埋める題材としてプロ野球を用いるなど大きな影響をもたらした。
「赤バット」の川上哲治、「青バット」の大下弘、「物干し竿」の藤村富美男ら人気選手の出現もあり、蔑視されていた戦前とは一転して、戦後の苦難にあえぐ国民の数少ない娯楽として、人気が急上昇したのである。
この結果、一大娯楽産業として成長したプロ野球は、1948年には半分以上の球団に黒字化の見通しがあり、この成長が続けば翌年には全球団黒字だと関係者から声が上がるなど、稼げる事業となった。戦前から苦労してきた関係者からすれば、誰も顧みてくれることのなかった頃から重ねてきた苦労が実りプロ野球はようやく黒字化してきた、野球は企業としても軌道に乗るという想いがあった。他方、プロ野球の成長はそこに参加していない企業からの注目も大きく集めることとなり、参入を希望する企業が続出していたのである。

## 発端・正力構想
1949年2月4日から翌2月5日にかけて連盟使用者評議会が開かれ、機構改革案の1つとして連盟コミッショナー職の新設案が決定した。初代コミッショナーには元読売新聞社長であり、読売ジャイアンツ（以下巨人）オーナーであった正力松太郎が連盟名誉総裁も兼ねて就任したが、民政局と法務府特別審査局から、正力は公職追放中の身であり公的な職務につく事をGHQから禁止されているとの警告が有り、5月13日にはコミッショナー職は辞した。
辞任直前の4月15日、名誉総裁とはいえ連盟に実質的な影響力をもつ正力が連盟総裁就任の記者会見で、「既存の6球団を8球団にする（注 明らかになった時点では既に8球団）、そこで地固めをして更に10球団、それでも安定すれば12球団とし、2リーグへ」という俗に「正力構想」と呼ばれるアメリカ合衆国・メジャーリーグベースボールに倣った2リーグ制の導入構想を意見として表明した。このとき同時にアメリカからのチームの招待、東京における専用球場を1球場建設するという3つの意見が示されている。
正力は、2リーグのうち一方のリーグの柱を読売新聞社を親会社として持つ巨人とし、もう一方のリーグの柱として当時、プロ野球の急成長とともに拡大を続けていた読売新聞社をライバル視し、それに倣ってプロ野球への参入をもくろんでいた毎日新聞社に白羽の矢を立てた。毎日新聞社は7月には非公式に加盟を打診し、9月21日、毎日オリオンズ（以下毎日）の加盟を連盟に申請する。
1949年9月22日付の毎日新聞には「本社ではかねて内外各方面からの熱望もあって職業野球チームの編成を計画、関係方面との折衝にあたっていたが、二十一日、正式に日本野球へ加入を申し入れた」とある。

## 既存球団の思惑
正力構想が明らかになる以前、既存球団からすれば、ここまで育ててようやく軌道に乗りそうなプロ野球に、事業になるとわかった今更になってから新規に入ってくる事は、到底受け入れられるものではなかった。又、球団増加によって観客のバラつきが起きてしまってはプロ野球の人気低下を招きかねないと反対する声が大きく、1948年には大映の永田雅一の加入申し込みを跳ね除けるなど新規加入は認められてこなかった（永田は既存球団に投資することで無理矢理入り込んだ）。
正力構想が明らかになると、特に読売新聞からすれば、毎日新聞のプロ野球参入は、戦前から十数年にわたって犠牲を払いながら育て、ようやく有効な販促手段となったプロ野球に、ライバル紙が割り込んでくるわけであり、到底認められることではなく猛反対した。この読売の反対は、正力に反旗を翻した格好になるが、当時の読売は、労働争議の影響で本社から退陣させられ、公職追放された正力に代わり副社長の安田庄司を中心とした「反正力」派の人間が実権を握っており、正力の影響力を排除するために、正力構想には同意できないという思惑もあった。また、中日ドラゴンズ（以下中日）の親会社である中部日本新聞社も読売と同様の理由で毎日の加盟に反対し、大陽ロビンス（以下大陽）は毎日への球団売却という話が出たことで心証を悪くしていたため、読売・中日と同調した。
しかし、その他の5球団はこれまでと異なる反応を見せる。当時の読売新聞は大阪では売られておらず、必然的に読売新聞の持つプロ野球の宣伝機能は大阪では担えない、それに対して大阪毎日新聞が母体ともなっている毎日新聞であれば当然機能を満たせるという思惑があった。その他にも南海ホークス（以下南海）は別所引き抜き事件に代表される巨人への反感、また大阪タイガース（以下阪神）には甲子園球場を使用する春の甲子園の主催であり事故の起こりやすい電鉄という業務から来る毎日への遠慮などそれぞれの事情から、関西私鉄3球団は毎日の加盟に同調し、他2球団もそれぞれの思惑からそれに同調した。その思惑には、野球界の巨人中心主義への反発と言う色彩があった。

### 読売と毎日
2004年10月11日にテレビ東京系列で放送されたドキュメント「ザ・真相～大事件検証スペシャル」によると、毎日の加盟申請の直前である1949年7月、当時の国鉄総裁・下山定則が失踪し、その後に常磐線の線路内で轢死体（れきしたい）となって発見された「下山事件」が発生した。警視庁は自殺・他殺両面からの調査を行ったが、日本を代表する三大新聞のうち、読売新聞と朝日新聞は他殺と報じたのに対し、毎日新聞は自殺と報じた。このことが、毎日新聞と読売新聞の対立を深めたと言われている。

## 相次ぐ加盟申請
正力構想の本来のゆっくりとした拡大路線とは裏腹に、事態が表面化するとプロ野球への参加を狙っていた企業からの加盟申請が相次いだ。
当時の記録では、毎日新聞、近畿日本鉄道、京都新聞、熊谷組、日本国有鉄道、松竹、大洋漁業、名古屋鉄道、西日本鉄道、西日本新聞、西武鉄道、中国新聞、星野組、リッカーミシン、小田急電鉄などの名前が挙がっており、このうち球団所有を計画していた京都新聞、熊谷組、中国新聞、星野組、リッカーミシン、小田急電鉄に関しては、球団所有が計画倒れに終わり、加盟は実現しなかった（ただし小田急電鉄では当時球団の所有計画が具体的な部分まで進んでおり、また同社はセントラル・リーグに加盟する方針を打ち出していたが、結局プロ野球球団の所有計画は中止された）。この時は計画倒れに終わった西武鉄道は、1979年に国土計画株式会社（後にプリンスホテルに吸収合併される）が既存の加盟球団（当時のクラウンライターライオンズ）を買収し、2009年にプリンスホテルから株式譲渡を受ける形で、パシフィック・リーグ加盟球団として所有が実現した。
また、朝日新聞や日本鋼管、富士フイルムや大昭和製紙、安田生命、日本生命、松坂屋の参入も噂された。
前述のように毎日新聞が9月21日に正式に加盟を申し込んだが、それに先んじる形で9月14日には近畿日本鉄道が、9月20日には西日本鉄道がそれぞれ申し込んでいる。その後も24日は林兼（大洋漁業）、28日には星野組と広島（中国新聞）が加盟を申し入れ、ここにきて正力構想は完全に崩れることとなった。

## 連盟分裂・タイガースの二心
9月29日、新球団の加盟問題について連盟の最高顧問会議が開催され、次いで30日からは代表者会議が開かれた。ここで巨人・中日・大陽は新規加盟に反対の立場を示したのに対し、阪神・阪急ブレーブス（以下阪急）・南海・東急フライヤーズ（以下東急）・大映スターズ（以下大映）は新規加盟に賛成をした。1946年に日本野球連盟で「これ以上球団は増やさない」という声明を発表していたが、賛成する5球団は既に状況が違うと主張した。
この段階で賛成5球団をまとめ、多数決で強行突破しようとした正力は「2球団の参加を認め、1リーグ10球団を目指す」という盟約書をまとめ、この盟約書には阪神電気鉄道社長・野田誠三が署名している。しかし、参加希望が相次いだためにそこから2球団（実質的には毎日以外の1球団）を選びこむのは難しく、両者の対立もエスカレートしていった結果、正力の1リーグ10球団という構想は難しいことが明らかになっていく。そこで、加盟賛成派の5球団は、「2リーグへ分裂しても賛成5球団は分かれず、毎日と同じリーグへ一緒に参加する」との新たな協定を結ぶ。この協定にも野田が署名、捺印している。
この年、1949年11月12日より、第二次世界大戦後で初めて、アメリカ合衆国よりAAA野球チームであるサンフランシスコ・シールズが招かれることが決まっており、客を迎えるのに内部分裂しているのは失礼に当たるとして加盟問題を保留として一旦解散となった。
親善試合終了後、11月22日に開かれた代表者会議の途中で阪神はその動向を突如変える。阪神の予想通り2リーグへと分裂することになったが、ここで阪神は毎日のリーグに移らず巨人のリーグへ残ることを阪神球団代表・富樫興一が通告した。
この阪神の方針転換には諸説あり、阪神はその球団史『阪神タイガース 昭和のあゆみ』の中で「二リーグ制に現実的に対処」と題し、1リーグ10球団に賛成した阪神ではあるが、10球団制が失敗に終わった後まで、行動をともにした約束はしていないと記し、2リーグ分裂後についての誓約書の存在そのものを伏せている。また球団史では言及が避けられているが、誓約書の存在を前提とした弁明も有り、そこでは阪神電鉄社長の野田が誓約し署名捺印した事実はある、しかしそれは親会社側が勝手にやったことであり、阪神球団はその約束に縛られるものではないとしている。親会社は事前にそのような約束をしていたかもしれないが、球団としては2リーグ分裂後の対処に関して事前の取り決めがあったつもりはなく、2リーグが分裂すると決まってから改めて行動を検討し、富樫と巨人球団代表・四方田義茂とで提携の話を進めた結果巨人と同じリーグに残ることとなったとしている。
球団が親会社の意向を無視したという形になる上記の弁明は、球団側や親会社の阪神電鉄側にも疑問を持たれたが、後年大井廣介が富樫に尋ねたところ「あの時は阪神が中途で寝返りを打ったように見えるが、実ははじめから、親会社の重役会議で一、毎日を入れる、二、巨人とは離れないという線を決定していた。したがって巨人の怨みを買っても毎日を入れようとし、毎日の怒りを買っても巨人側を選んだ。世間から見れば二股膏薬のようにみえグラついて不見識のようだが、毎日を入れる、巨人と離れないというのが、最初からの最高方針だったのだ」と説明したことを著書で明らかにしている。
他にも『プロ野球40年史』では11月22日以前、サンフランシスコ・シールズが来日中に「阪神が態度を一変」し5対3から4対4となったことが連盟の決裂の原因となったと記されている。松木謙治郎は『新版 タイガースの生い立ち』の中で球団は表面的には毎日加盟に賛成しながら、球団としては巨人・阪神の看板試合を失いたくないという苦しい立場だったと書いている。

## 新球団と選手の引き抜き
パ・リーグは、同一のリーグに加盟する様に既に確約していた毎日・西鉄クリッパース（以下西鉄）・近鉄パールス（以下近鉄）、それに既存の阪急・南海・東急・大映の7球団で創立された。一方、セ・リーグは既存球団の巨人・阪神・中日・松竹ロビンス（以下松竹）の4球団だけであった。リーグ分裂以前に新球団の加盟に反対していたためであるが、リーグが分裂して球団数が極端に減少したため、分裂前の8球団程度まで増やす必要があった。また、新たなファン開拓のために、中国・九州両地方の球団の創設が求められた。下関市の大洋ホエールズ（以下大洋）と広島市の広島カープ（以下広島）の2球団がセ・リーグに加盟したことで、中国地方はセ・リーグが先行したが、九州地方は福岡市の西鉄がパ・リーグに加盟したためパ・リーグが先行した。
九州地方の対戦相手を強く望む巨人は、西鉄が西日本鉄道と西日本新聞の2企業の共同出資であることに目をつけ、西日本新聞を分離してセ・リーグに引き込み、西日本パイレーツ（以下西日本）を結成させた。
パ・リーグの大手私鉄系の球団が西鉄・近鉄・阪急・南海・東急の5球団も揃った一方で、セ・リーグへの加盟を計画していた小田急は球団の所有を断念したため、阪神が唯一となったが、その計画倒れに終わった小田急と入れ替わる形で国鉄スワローズ（以下国鉄）が加入し、セ・リーグは8球団で1950年のシーズンを行った。
一方、毎日は阪神の監督でありながら、フロントとの軋轢が絶えなかった若林忠志を選手兼任監督に招聘し、別当薫、土井垣武、呉昌征ら、若林を慕い、あるいはフロントに不満を持っていた阪神の主力選手を次々と引き抜いた。それに対し、セ・リーグの巨人は阪急や東急の主力選手を引き抜き、西鉄との分離で戦力がない西日本に与え、またセ・リーグの常任理事に就任した赤嶺昌志は大映の小鶴誠ら旧「赤嶺派」の選手を引き抜き松竹に入団させた（赤嶺旋風）。こうしてセ・リーグとパ・リーグの間で熾烈な引き抜き合戦が起きた。
GHQは、プロ野球の無統制状態について、子どもたちが憧れるスポーツとしてふさわしくないとして問題視。ウィリアム・マーカットが警告的メッセージを発することで問題に介入した。このことを受けて1950年（昭和25年）2月7日に両リーグ会長が覚書を発表し、その中で前年の11月26日の分裂時点の状態に選手を戻すことを確認。ただし、球団同士の話し合いやトレードが行われていた14選手については移籍を認めることとした。

## 余波
連盟崩壊の余波は、1950年シーズンに入ってからも続いた。赤嶺による大映から松竹への引き抜き移籍をパ・リーグは頑として認めず、公式戦開始から暫く小鶴らの身分は宙に浮いたままとなった。開催が検討されていたオールスターゲームは結局実現に至らず、1950年に行われた第1回日本ワールドシリーズこそ何とか開催されたものの、松竹と毎日の間の雰囲気は殺伐としていた。輪をかけたのは、1950年オフに入ってから決まったパ・リーグの西鉄によるセ・リーグの西日本の吸収合併である。
巨人の強引な説得によって独立の球団となった西日本だが、シーズンに入ると経済的に行き詰まった。西日本は西鉄からの出資により巨人の監督三原脩と青田昇を獲得したが、巨人が青田の引き抜きに猛反発し、セ・リーグの他球団も巨人に追随して西日本批判を展開したため、西日本はセ・リーグを脱退してパ・リーグの西鉄に吸収合併された。この合併について巨人は西日本の選手はセ・リーグに優先権があると主張し、西日本の平井正明と南村不可止を引き抜いた。他にも、セ・リーグとパ・リーグは西日本の選手を奪い合い前年の混乱が再現された。最終的には、平井と南村の引き抜きは有効、青田の西鉄への移籍と巨人以外のセ・リーグの当時の6球団による引き抜きは無効という裁定が下された。
別所引き抜き事件、毎日大量引き抜き事件、赤嶺旋風に代表される球団間の選手引き抜きの過熱化が問題視されたため、1951年6月にモデルとなる統一契約書を作成した上で野球協約が発効した。球団の選手に対する保有権が確立され、選手が自らの意思で退団をした場合は他の球団と契約を結ぶ前に最終所属球団の了解を必要とすることで、選手の引き抜き合戦は収まった。

## リーグ分裂の意義
2リーグへの移行後、オールスターゲームや日本シリーズなどの開催によって、日本プロ野球の人気が高まった。さらに、中国地方・九州地方に新球団が創設されたため、これらの地方で日本プロ野球のファンが急増したことも、再編の大きな成果である。一方、徐々に2リーグへ移行する正力の構想とは違い、急速に再編が進んだため、2リーグ分裂の経緯やその後の選手引き抜きによって、両リーグの間に大きな遺恨が残った。このため、両リーグの関係は共存関係というより競合関係に近いものとなった。
2リーグへの移行当初、戦前からの人気球団である巨人・阪神がセ・リーグに所属していたのに対し、パ・リーグでは南海・西鉄が人気を博していた。このため、両リーグの観客動員数にはあまり差がなく、パ・リーグの観客動員数がセ・リーグよりやや少ない程度であった。その上、1951年にセ・リーグの西日本がパ・リーグの西鉄に吸収合併されて消滅したのに続き、1953年にはセ・リーグの松竹と大洋が合併して6球団となったセ・リーグに対し、1954年に高橋ユニオンズ（以下高橋）が加盟して8球団となったパ・リーグは追い上げムードにあった。
ところが、高橋はファンの支持を得られず1957年に大映に吸収合併、更に大映がその年のオフに毎日に吸収合併されてパ・リーグも6球団となり、2リーグ12球団体制が始まった。この頃から両リーグの観客動員数の差が徐々に拡がり出した。
その後、1960年代から1980年代後半にかけて、パ・リーグの観客動員数はセ・リーグを大きく下回った。パ・リーグの観客動員数が伸び悩んだ理由としては、新規加盟した高橋の戦力不足や巨人に対抗することを期待されていた毎日の撤退や「黒い霧事件」の影響が挙げられる。また、テレビがほとんどの家庭に普及した事で読売新聞系の日本テレビ系列を中心に放送される巨人戦のテレビプロ野球中継は日本中で人気番組となり、巨人のみならず、対戦相手のセ・リーグの各球団にもファン拡大や放映権料・広告料収入増大など様々な利益をもたらした。一方のパ・リーグは大手テレビ局をグループ企業に持つ球団が存在しないためにテレビ中継が極端に少なく、テレビ時代に完全に取り残されてますます人気が低下した。
このような格差を解消するため、パ・リーグはセ・リーグに対し交流戦の導入や1リーグへの移行を希望した。しかし、パ・リーグへの遺恨の残る中、セ・リーグは自らにとってメリットの見出せない救済行為を拒否し続けた。このため、パ・リーグでは球団の身売りやフランチャイズの移動が相次ぎ、1973年には日拓ホームフライヤーズ（現在の北海道日本ハムファイターズ）とロッテオリオンズ（現在の千葉ロッテマリーンズ）の球団合併騒動まで発生している。
1990年代以降、両リーグの格差は縮小傾向にあった。しかし、2004年には大阪近鉄バファローズ（消滅）の経営難をきっかけに再びプロ野球再編問題が起きた。その結果、2005年よりセ・パ交流戦などが行われる事になった。